# Trigger (Tontechnik)

Schematische Darstellung des Bassdrumtriggers mit Sinus

Das Triggern bezeichnet in der Tontechnik die Veränderung eines bestehenden Signales oder das Auslösen eines neuen Signales. Deshalb kann jedes Sidechain-Signal als Triggersignal bezeichnet werden, indem statt des Originalsignals ein fremdes Signal zur Steuerung eingesetzt wird. Dazu zwei Beispiele:
- Das „Anfetten“ einer Bassdrum mit einem tieffrequenten Sinussignal ist im beiliegenden Schema dargestellt. Dabei wird ein Abgriff des Bassdrumsignales als Sidechain Eingangssignal für ein in den Signalweg des Sinussignales geschaltetes Gate benutzt, um so mehr Druck und eine fettere Sustainphase des Kicksignales zu erzielen.
- Ein selbstgebauter De-Esser, also ein Audioeffektgerät oder eine entsprechende Software, die Zischlaute (Sibilanten) im Pegel automatisch absenkt, wird verknüpft mit einem auf zwei Kanäle gesplitteten Gesangssignal und einer frequenzgangoptimierten Sidechain für den Kompressor.

Im Regelfall wird dem Originalklang entweder ein vorher aufgezeichnetes Bassdrumsignal (sample) beigemischt oder er wird sogar ersetzt. 

## Gebräuchliche Arten
Es gibt drei Arten, um mit Mikrofonen zu triggern:
- die Bassdrum triggern mit einem Sinuston wie im Schema
- die Bass-Over-Kompression, der Bass wird leiser, wenn der Bassdrum spielt, um mehr Druck zu erzeugen
- die Voice-Over-Kompression, sie gibt der Stimme mehr Präsenz.

Triggerclips sind keine Mikrofone, sondern piezoelektrische Signalgeber. Sie reagieren beispielsweise am Schlagzeug auf die Stimulation des Felles und steuern einen geeigneten Drumcomputer an, der schließlich den gewünschten Sound ausgibt. Heutzutage gibt es Triggerclips in Stereoausführung, die separate Piezosensoren für den Spannreifen und das Schlagfell haben und somit ein Rimshot-triggern ermöglichen.
Es gibt folgende Vor- und Nachteile des Triggerns:
+ wenig Übersprechen mit unerwünschter, gegenseitiger Beeinflussung von unabhängigen Signalkanälen
+ ein beliebiges Signal kann erzeugt werden, z. B. ein anderer, besser klingender Drumsound
+ die Drumspur kann im Nachhinein bearbeitet werden, z. B. andere Sounds, Quantisierung
– mehr Aufwand, da zusätzliche Geräte benötigt werden
– Einschränkung der Spieldynamik.

## Andere Arten
Eine andere Art des Triggerns ist die manuelle Steuerung eines Delays mit der Tap-Funktion. Dies erfordert jedoch einen zusätzlichen Einsatz des Tontechnikers oder des Musikers und eine rhythmische Beständigkeit des Songs.
Eine zweite Möglichkeit ist das Abspielen von vorgefertigten Samples und anderen Songelementen. Diese beeinflussen jedoch die Spielweise der Musiker und das Songtempo.